# Sergei Sergejewitsch Mylnikow
Sergei Sergejewitsch Mylnikow (russisch Сергей Сергеевич Мыльников; * 18. Juni 1982 in Tscheljabinsk, Russische SFSR) ist ein ehemaliger russischer Eishockeytorwart. 

## Karriere
Sergei Mylnikow, Sohn des ehemaligen russischen Torhüters Sergei Alexandrowitsch Mylnikow, begann seine Karriere 1999 bei Krylja Sowetow Moskau in der zweitklassigen Wysschaja Liga. 2001 wurde er beim CHL Import Draft von den Windsor Spitfires in der zweiten Runde als insgesamt 63. Spieler ausgewählt, blieb aber in Moskau. 2006 kehrte er in seine Heimatstadt zum russischen Erstligisten HK Traktor Tscheljabinsk zurück, für den er in den folgenden drei Spieljahren als zweiter Torhüter hinter Georgi Gelaschwili respektive Danila Alistratow in der Superliga und der Kontinentalen Hockey-Liga spielte. Bei seinem nächsten Verein Sewerstal Tscherepowez stand Mylnikow in der Saison 2009/10 unter Vertrag. Zusammen mit dem Slowaken Rastislav Staňa bildete er bei Sewerstal das Torhüterduo. In der gleichen Spielzeit lief er zudem für Metallurg Schlobin in der belarussischen Extraliga auf. Im Oktober 2010 wurde er vom HK Ertis Pawlodar aus der kasachischen Meisterschaft verpflichtet, bei dem er die gesamte Saison 2010/11 verbrachte.
Zur Saison 2011/12 wurde Mylnikow vom KHL-Teilnehmer Awtomobilist Jekaterinburg verpflichtet, verließ den Verein aber im gleichen Jahr und wurde von Ariada-Akpars Wolschsk verpflichtet, wo er 2013 seine Karriere beendete.

### International
Mit dem russischen Nachwuchs nahm Mylnikow an der U18-Weltmeisterschaft 2000, als die Mannschaft Vizeweltmeister wurde, und der U20-Weltmeisterschaft 2002, als der Weltmeistertitel errungen wurde, teil.

## Erfolge und Auszeichnungen
- 2000 Silbermedaille bei der U18-Junioren-Weltmeisterschaft
- 2002 Goldmedaille bei der U20-Junioren-Weltmeisterschaft